# 대한민국 형법 제106조
대한민국 형법 제106조는 국기 · 국장의 비방에 관한 형법 각칙의 조문이다. 외국인이 한국 밖에서 이 범죄를 저지르더라도 예외적으로 처벌하고 있다

## 조문
제106조 【국기 · 국장의 비방】
전조의 목적으로 국기 또는 국장을 비방한 자는 1년 이하의 징역이나 금고, 5년 이하의 자격정지 또는 200만원 이하의 벌금에 처한다.

## 판례
1. ↑  대한민국 형법 제5조(외국인의 국외범)